# Melcior de Villena i Vila
Melcior de Villena i Vila (Carpesa, l'Horta de València, 11 de febrer de 1564 - València, 13 de desembre de 1655) fou un metge i botànic valencià.

## Trajectòria
Estudià Medicina a la Universitat de València i fou deixeble dels doctors Lluís Almenara i Jaume Honorat Pomar, a qui, precisament l'any 1600, succeí en la Càtedra de mestre d'herbes a la Universitat de València, després de rebre el grau de Doctor en medicina i ser nomenat metge dels Virreis. Ocupà la càtedra de mestre d'herbes fins al 1649. S'ocupà de l'estudi de les plantes medicinals per tot el País Valencià, principalment per la serra Mariola, el Principat, especialment a Montserrat i els Pirineus, Castella i Portugal. Fou examinador de metges, despatxador de l'Audiència de València i metge del Sant Ofici. Refusà dues vegades ser el metge de cambra de Felip IV. Entre els seus deixebles destacà la figura de Francisco Franchino. Aplegà un herbari important que llegà, juntament amb els seus escrits, inèdits, al monestir de Sant Miquel dels Reis.

## Publicacions[2]
- Apologeticí Operis, Doctoris Michaelis Hieronimus Romi urea iísum squamae aeris Antipologia (1620)
- Castigati. Reclamationis in qua de metallicis medicamentí disputavit Michael Hieronimus Roma (1622)
- Constituciones del colegio de los Santos Reyes Magos (1639)
- De ustionibus et cauteriis quae vulgaritier fonticuli seu fontaneltre apellantur, et de eorum usu seu potus abusu (1646)
- Disputatio de plantis in undecim sectiones distributa
- Libro de yerbas
- Relación y discurso de la esencia preservación y curación de las en fermedades pestilentes que hubo en la Muy Noble y Leal Ciudad de Valencia el año de 1647, juntament amb Vicente Miguel Gil i Diego Pruñonosa (1648)